# 야스히코 요시카즈

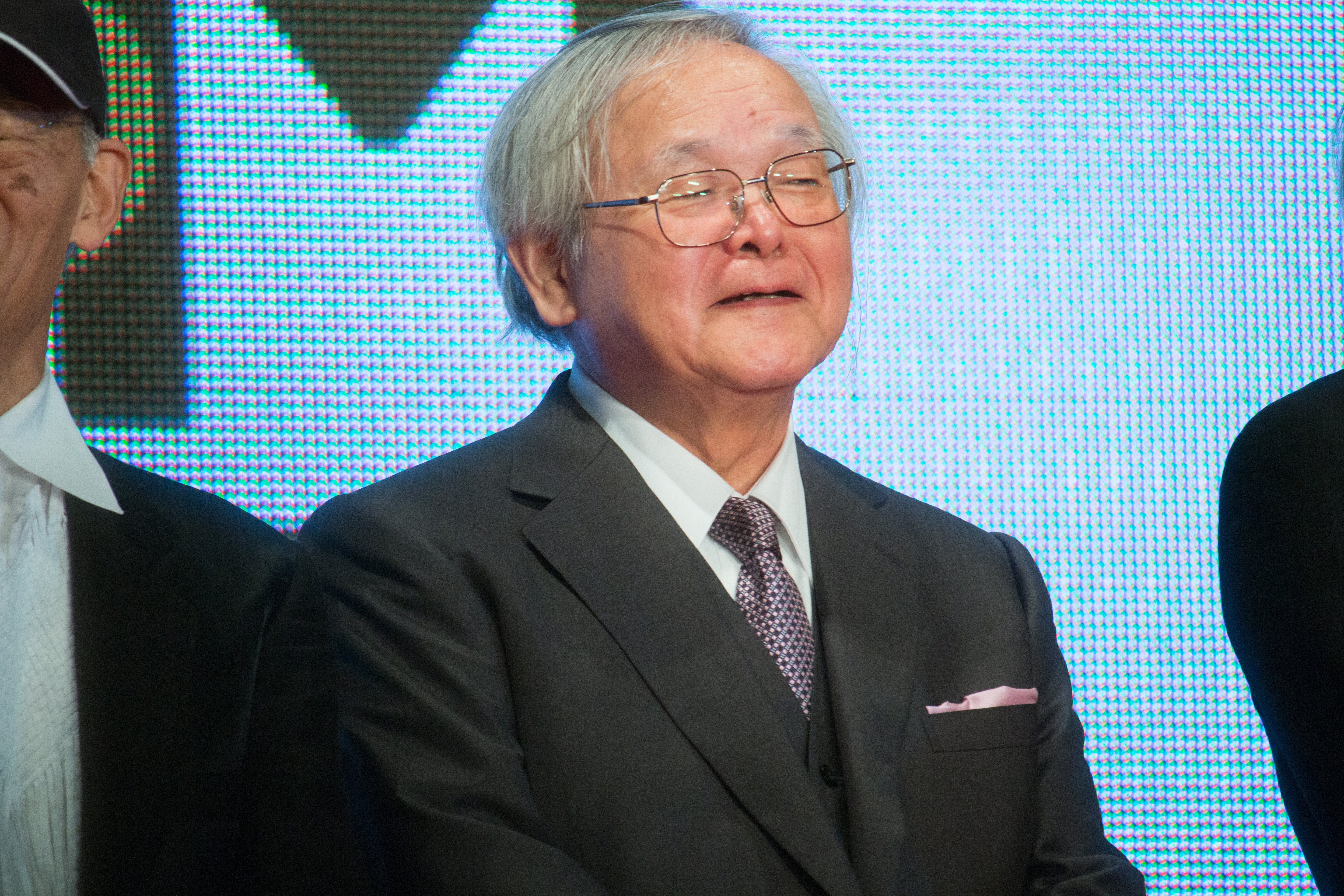
야스히코 요시카즈

야스히코 요시카즈(일본어: 安彦 良和, 1947년 12월 9일 ~ )은 일본의 애니메이터, 캐릭터 디자이너, 만화가, 삽화가이자 소설가이다. 홋카이도 엔가루정 출신. 간베 예술 공과대학 미디어 표현 학과 교수이다.

## 주요 작품
애니메이션
- 《떠도는 태양》(さすらいの太陽, 1971년) - 캐릭터 디자인
- 《우주삼총사》(ゼロテスター, 1973년) - 캐릭터 디자인
- 《우주전함 야마토》(宇宙戦艦ヤマト, 1974년) - 스토리보드
- 《용자 라이덴》(勇者ライディーン, 1975년) - 감독, 캐릭터 디자인
- 《기동전사 건담 디 오리진 Ⅵ: 탄생 붉은 혜성》(機動戦士ガンダム THE ORIGIN　誕生 赤い彗星, 2018년) - 총감독

만화
- 《아리온》(アリオン, 1979년 ~ 1984년)
- 《무지개빛 트로츠키》(虹色のトロツキー, 1990년 ~ 1996년)
- 《왕도의 개》(王道の狗, 1998년 ~ 2000년)
- 《기동전사 건담 디 오리진》(機動戦士ガンダム：THE ORIGIN, 2001년 ~ 2011년)